# Амадеј Аба
Амадеј Аба (умро 5. септембра 1311) је био угарски великаш који је почетком 14. века управљао de facto независном државом у северној Угарској, која је обухватала делове данашње Словачке, Украјине и Мађарске.

## Биографија
Амадеј је припадао познатој великашкој угарској породици Аба. Био је син Давида I. Током владавине угарског краља Андрије III (1290—1301), последњег припадника династије Арпада, прихватио је његову власт. У последњој деценији 13. века је у више наврата обављао значајну функцију угарског палатина. Фактички је самостално управљао на својим поседима. Андрија III је умро 14. јануара 1301. године, након чега се Амадеј потпуно осамосталио, не признајући власт Карла Роберта ни Вацлава II и његовог сина Вацлава III из династије Пшемисловића. Убрзо је, међутим, прихватио власт Карла Роберта, под утицајем папства. Забележен је сусрет Карла Роберта и Амадеја Абе 1304. године. Карло Роберт ће однети победу у грађанском рату који је у Угарској вођен од 1301. до 1310. године. Тиме је успостављена власт династије Анжујаца која ће Угарском владати до 1382. године, односно до смрти Лајоша I Анжујског. Иако је званично прихватио власт Карла Роберта, Амадеј је и након 1310. године самостално владао на својим територијама. Умро је већ следеће године.
Убијен је од стране грађана Кошица. Кошице су биле најмоћнији град североисточне Угарске који је годинама одбијао да се покори Амадеју. У граду су након убиства Амадеја остала његова двојица синова, те породица Аба није смела да нападне град. Карло Роберт је овде иступио као арбитер стајући на страну Кошица, мада је у грађанском рату уживао подршку Аба, док су Кошице одбијале да му се покоре. Моћ Аба сломљена је након битке код Розхановца у којој је поражен њихов заштитник Матија Чак.